# Oli de segó d'arròs
L'oli de segó d’arròs és un oli que s’obté del germen i la closca interna de l'arròs És notable pel fet de tenir una temperatura on comença a fumejar relativament alta de 254 °C i punt d'inflamació de ± 350 °C i pel seu gust suau que el fa adequat per fregir a alta temperatura. És popular per cuinar a diversos llocs d’Àsia incloent la gastronomia japonesa i la Xina, per tenir un gust més neutral que el gust més pronunciat de l'oli de soia o de colza.
Malgrat el fet que el segó d'arros conté entre 15 i 23% d'oli, 12 a 16% de proteïna i 21 a 27% de fibra alimentària, la major part de l'arròs per a nutrició humana és arròs blanc pulit. Refinar el segó és un procés comples i fins a 90% del segó es fa servir com a farratge barrat. El 2013, a nivell mundial, se'n va produir 1,1 milió de tones, d'un potencial teòric de 10,5.
L’oli de segó d’arròs conté un 47% dels seus greixos monoinsaturats, 33% poliinsaturats, i 20% saturats. Consumit a temperatura ambient és ric en vitamina E, γ-orizanol (un antioxidant), i fitosterols), amb efectes beneficiosos per la salut. Pot, entre d'altres, contribuir a baixar el nivell del colesterol nociu. En escalfar-lo a altes temperatures, els efectes beneficiosos minven considerablement. També se'n fa servir en cosmètica.
La composició d'àcids grassos és:
| Àcid gras               | Percentatge |
| ----------------------- | ----------- |
| palmític                | 17,0-21,5   |
| esteàric                | 1,0-3,0     |
| oleic                   | 38,4-42,3   |
| linoleic                | 33,1-37,0   |
| α-Linolènic             | 0,5-2,2     |
| àcid gras saturat       | 18,4-25,5   |
| àcid gras monoinsaturat | 38,4-42,3   |
| àcid gras poliinsaturat | 33,6-39,2   |